# Drumul european E17
Drumul european E17 este o șosea care leagă Anvers (Belgia) de Beaune (Franța), trecând prin Lille și Reims.

## Traseu
| Belgia  |                               |                   |                              |
|         | Traseu                        |                   | Intersecții Drumuri Europene |
| A14     | Anvers - Mouscron             | Anvers            | E19 E34 E313                 |
| A14     | Anvers - Mouscron             | Gent              | E40                          |
| A14     | Anvers - Mouscron             | Kortrijk          | E403                         |
| Franța  |                               |                   |                              |
| A25     | Tourcoing - Lille             | Villeneuve d'Ascq | E42                          |
| A1      | Lille - Arras                 | Arras             | E15                          |
| A26     | Arras - Reims                 | Cambrai           | E19                          |
| A26     | Arras - Reims                 | Saint-Quentin     | E44                          |
| A26     | Arras - Reims                 | Reims             | E46                          |
| A4 E50  | Reims - Châlons-en-Champagne  |                   |                              |
| A26     | Châlons-en-Champagne - Troyes |                   |                              |
| A5 E54  | Troyes - Langres              |                   |                              |
| A31 E21 | Langres - Beaune              | Beaune            | E15 E60                      |